# 上海印染机械厂旧址
上海印染机械厂旧址是位於中華人民共和國上海市普陀區金沙江路1325号的歷史建築，緊鄰苏州河支流木渎港。

## 建築
上海印染机械厂2幢厂房建筑保留，总面积3260平方米。有部分机器设备同時被保留，還展出了历史工业图片。厂房建筑起初被改造成云庐会，這是一個休闲会所。後來又改造成长风商标海报收藏馆，展出清末到改革开放初期的商标、电影海报、火花、烟标酒标。收藏馆由近鐵城市廣場的开发商和运营商上海长昭实业有限公司建設。

## 歷史
上海印染机械厂的歷史始於1929年（一說始於建于1932年的兴鸿昌机电铁工厂、大中铁工厂、裕中染化工程公司、聚昌协机器厂等61家小厂），1956年起到1958年8月止，這些廠合併成上海第一印染机械厂、上海第二印染机械厂、上海第三印染机械厂、上海纺机铸铁厂。1960年5月24日，上海第三印染机械厂并入上海第一印染机械厂，同年11月6日上海纺机铸铁厂并入上海第一印染机械厂。1961年4月5日，上海市第一印染机械厂改名为上海印染机械厂。1962年5月5日，上海市第二印染机械厂并入上海印染机械厂。